# Косів (село)
Ко́сів — село в Україні, Тернопільська область, Чортківський район, Білобожницька сільська громада. Адміністративний центр колишньої Косівської сільської ради. До Косова приєднано хутір Хом'яківка.

## Розташування
Розташоване на берегах р. Білий Потік (права притока Серету, басейн Дністра), за 17 км від районного центру та 8 км найближчої залізничної станції Білобожниця.
Територія — 4,79 кв² Дворів — 480.

## Назва
Побутує версія, що назва Косів походить від слів «коса», «косити»; за іншими переказами — від першопоселенців Косняків. Імовірно, перші з поселенців тут займалися виготовленням кіс не тільки для власного вжитку, а й на продаж.

## Історія
Перша писемна згадка — 1450 р.
Польський шляхтич, галицький войський Якуб Бодзановський гербу Самсон у 1546 році отримав село ленним правом.
За документальними описами згадується замок, колись оборонний. Пізніше перебудований на палац, він мав браму із склепіння і левом над нею, був оточений ровом і муром. У післявоєнні роки все розібрано, камінь забрано, площу розрівняно бульдозером. Серед старожилів залишилися лише спогади про гарний панський палац на хуторі Хомиківка.
Село було власністю польських маґнатів Потоцьких-Каньовських. Коли їхній великий маєток розпався на частини, то одна з них почала належати поміщикам Бучацьким.
У Косові: 1900 р. — 2497 жителів, 1910—2700, 1921—2407, 1931—2427 жителів; 1921 р. — 459, 1931—467 дворів. За Австро-Угорщини діяла 2-класна школа з українською мовою навчання, при ній — рільничі курси; за Польщі — 5-класна школа з польською мовою навчання.
1 серпня 1934 року село увійшло до складу новоутвореної сільської гміни Косів Чортківського повіту.
До ОУН належали 15 осіб із села: М. Білоус, Т. Задорожний, О. Скора, О. Федорів та інші.
20–21 липня 1941 р. органи НКВС розстріляли в місті Умані на Черкащині в'язня Чортківської тюрми, мешканця Косова Михайла Медвідя.
В УПА воювали Стефанія-Текля Кобилянська, Пилип Леньків, Іван Лиганчук, Михайло Лихий, Микола Письменний, Петро Семців, Ярослав Швець, Михайло Шимків та ін.
Під час німецько-радянської війни загинули або пропали безвісти у Червоній армії 102 мешканці села:
- Семен Андрійчук (нар. 1916),
- Володимир Байдукович (нар. 1926),
- Йосип Бідоч (нар. 1900),
- Лука Бідоч (нар. 1895),
- Михайло Білоус (нар. 1906),
- Володимир (нар. 1920),
- Всеволод Велиган (нар. 1916),
- Сильвестр Велиган (нар. 1922),
- Іван Возьний (нар. 1912),
- Володимир Галяс (нар. 1918),
- Микита Головатий (нар. 1909),
- Михайло Градовий (нар. 1920),
- Василь Грошко (нар. 1910),
- Іван Давибіда (нар. 1905),
- Антон Жарньоний (нар. 1919),
- Владислав Задорожний (нар. 1919).

У ніч із 4 на 5 липня 2000 р. ураган частково зруйнував у селі 520 будівель.
З 26 листопада 2020 року Косів належить до Білобожницької сільської громади.
12 червня 2020 року, відповідно до розпорядження Кабінету Міністрів України № 724-р «Про визначення адміністративних центрів та затвердження територій територіальних громад Тернопільської області» увійшло до складу Білобожницької сільської громади.
19 липня 2020 року, в результаті адміністративно-територіальної реформи та ліквідації Чортківського району (1940—2020), увійшло до складу новоутвореного Чортківського району.

## Релігія
- церква Введення в храм Пресвятої Богородиці (ПЦУ[7]; 1812);
- церква Введення в храм Пресвятої Богородиці (УГКЦ);
- костел святого Антонія (1846; реставрований);
- капличка Божої Матері (2002);
- скульптура Святого Миколая (відновлена 2019 року за кошти Василя Градового)[8].

## Пам'ятки
У Косові росте ботанічна пам'ятка природи — ясен звичайний (понад 150—200 років), висотою 30 м.

## Пам'ятники
У 2004 р. насипано символічну могилу Борцям за волю України.
- Споруджено:
- меморіальний комплекс воїнам-односельцям, полеглим у німецько-радянській війні (1980 р.),
- пам'ятник Т. Шевченку (1990)
- пам'ятник на честь Незалежності України (1992);
- встановлено
  - пам'ятні хрести на честь скасування панщини (1898) і поблизу джерела «Буланка»;
  - на цвинтарі є гробниця о. В. Чаплинського — пароха УГКЦ та ініціатора будівництва (1812) церкви.
  - До 50-річчя скасування панщини (1898) І. Франко написав для «Просвіти» книжку «Панщина та її скасування». Ознайомившись із цим виданням, родина Олекси Лося з Косова встановила у садочку біля школи хрест- пам'ятку (знищено 1952 р.; відновлено 1998)
  - три «фіґури» Божої Матері.

## Населення
| 2497 | 2700 | 2407 | 2427 | 1245 | 1184 |

## Соціальна сфера
Уздовж річки є джерела; колись давно вона була повно- водною, розливалась і затоплювала навколишню долину, утворюючи подекуди багнисті запливи. До Другої світової війни в Косові за течією Білого Потоку загачено два ставки: один на західному, другий — на східному краю села, де поміщик вирощував, підгодовуючи, рибу. Відповідно до цього було два млини на воді. Перший, що навпроти панського двора, та ґуральня збудовані в 1880 р. Перед Першою світовою війною споруджено другий млин та створено другий став, які знищені в 1914—1920 роках.
Філія товариства «Просвіта» заснована 1880 р. (голова — дяк Михайло Федорків). При «Просвіті» функціонували бібліотека, аматорський драматичний гурток. Діяли філії товариств «Луг», «Сокіл», «Рідна школа», «Союз Українок» та інших.
1930 р. споруджено будинок читальні «Просвіти». Філія товариства «Луг» особливо розвинула діяльність у 1934 році (голова Василь Велиган).
У 1940 р. примусово створено колгосп, який відновив діяльність 1946 року.
У 1970-ті рр. в Косові функціонував колгосп, діяли від- ділення «Сільгосптехніки», млин.
Нині працюють школа,дитячий садочок, Будинок культури (1989), бібліотека, відділення зв'язку, амбулаторія загальної практики та сімейної медицини, ВАТ «Косівська агропромтехніка», ПАП «Лан» і «Прометей», млин, 5 торгових закладів. Село газифіковане (1997), телефонізоване (2000).

## Відомі люди

### Народилися
- Олексій Бачинський (1848—1933) — священик;
- Микола Бідочко (нар. 1926) — лікар, автор кількох підручників, літератор;
- Андрій Ваврик (1947—2010) — меценат і підприємець;
- Іван Ваврик (нар. 1937) — підприємець, заслужений працівник сфери послуг України, літератор;
- Михайло Головатий (нар. 1933) — науковець ТНТУ ім. І. Пулюя;
- Зиновій Грошко (нар. 1950) — фармацевт, нині проживає в США;
- Анатолій Жейнов (нар. 1957) — інженер, громадський діяч;
- Зиновій Леньків (1954—2005) — лікар;
- Петро Мельник (1886—1943) — просвітницький діяч (Канада);
- Ігор Петрів — науковець ТНТУ ім. І. Пулюя, у 1990 р. виїхав до Канади;
- Павло Пундій (нар. 1922) — доктор медичних наук, бібліограф, історіо- граф, видавець, громадський діяч, меценат, член редак- ційної колегії «Лікарського вісника», на сторінках якого опублікував понад 200 біографічних нарисів, що згодом увійшли до бібліографічного довідника в 3-х тт. «Українські лікарі» (Львів–Чикаґо, 1994—2008), член редколегії збірників з історії медицини, постійний автор українсько- го часопису «Свобода» (США);
- Христина Риж-Злей (нар. 1938) — лікар;
- Анастасія Рурик (1897—1970) — педагог, громадська діячка (Канада);
- Володимир Федів (нар. 1978) — лікар-стоматолог;
- Ігор Федорків (нар. 1945) — художник, який розмалював стару, тепер перебудовану та реставровану православну церкву;
- Павло Федорків (1850—1934) — один із українських першопоселенців у Канаді.

### Перебували
У селі перебував (2000) Президент України Л. Кучма.
У Косові похований Герой Радянського Союзу Олександр Бахтін (1918—1944, загинув у с. Пилява на Бучаччині).

## У літературі
Микола Бідочко і Павло Пундій видали книгу «Писаний і неписаний літопис Косова» (Дрогобич, 2000).

## Галерея

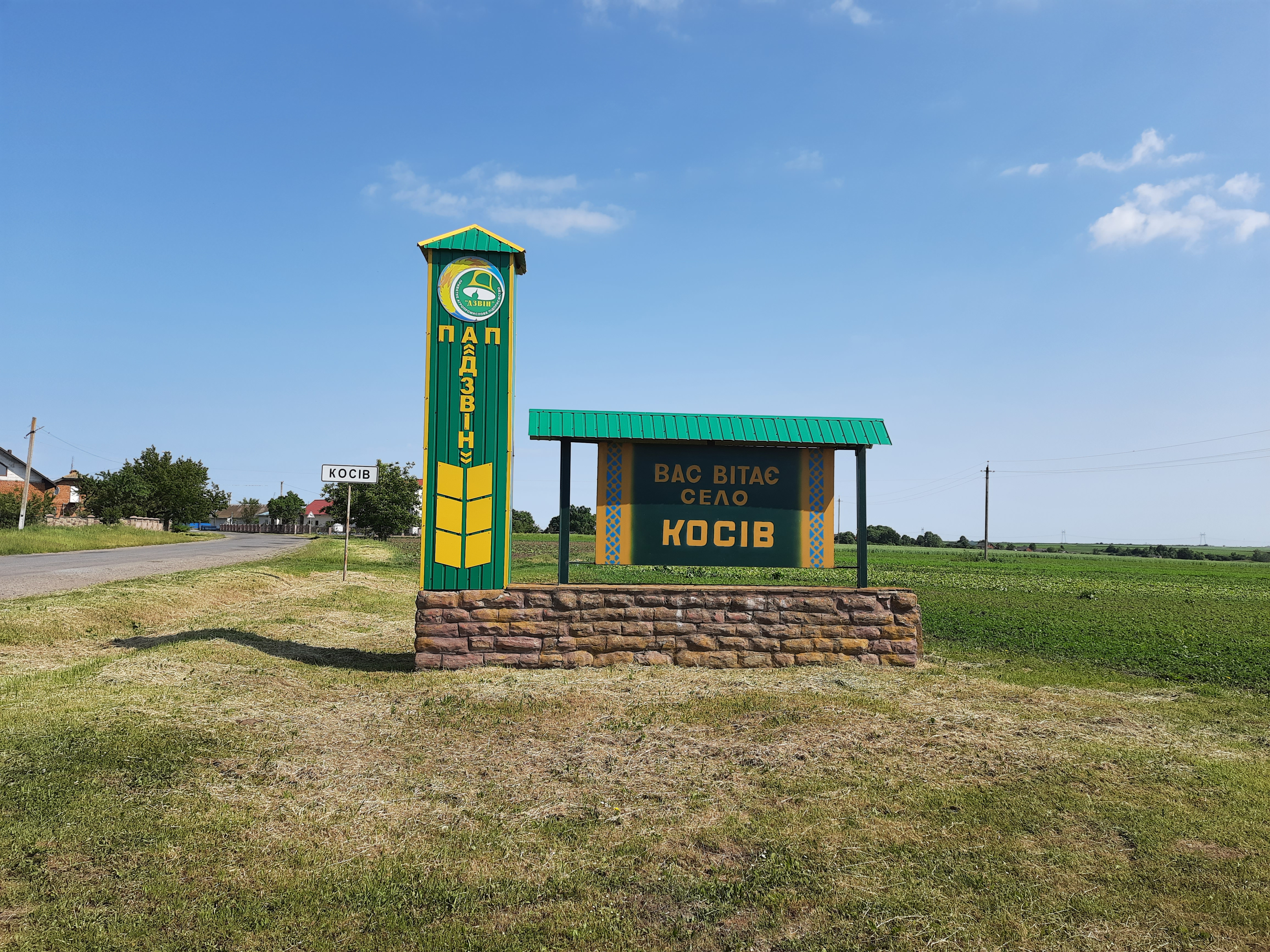
В'їзд у село
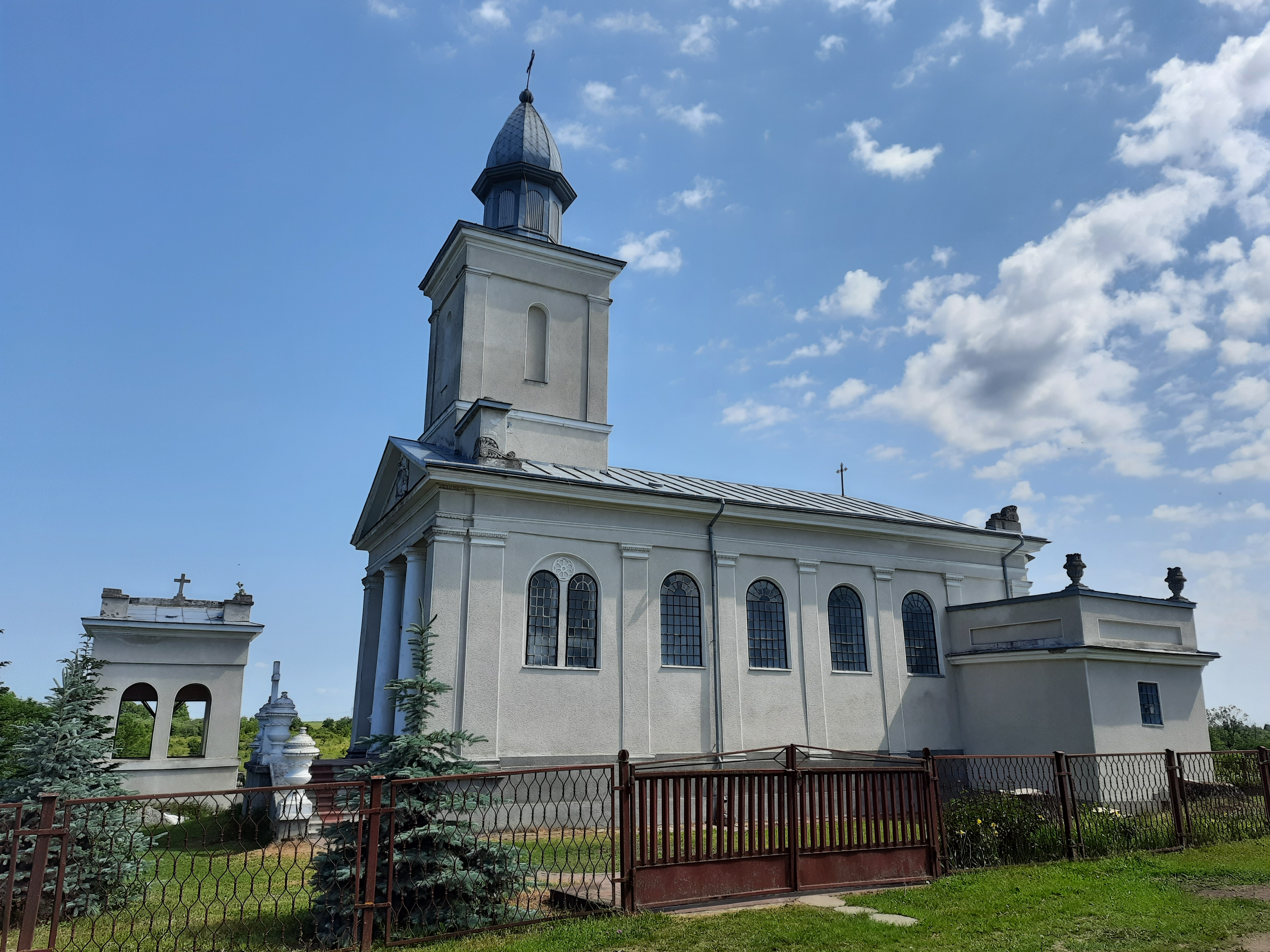
Костел Святого Антонія
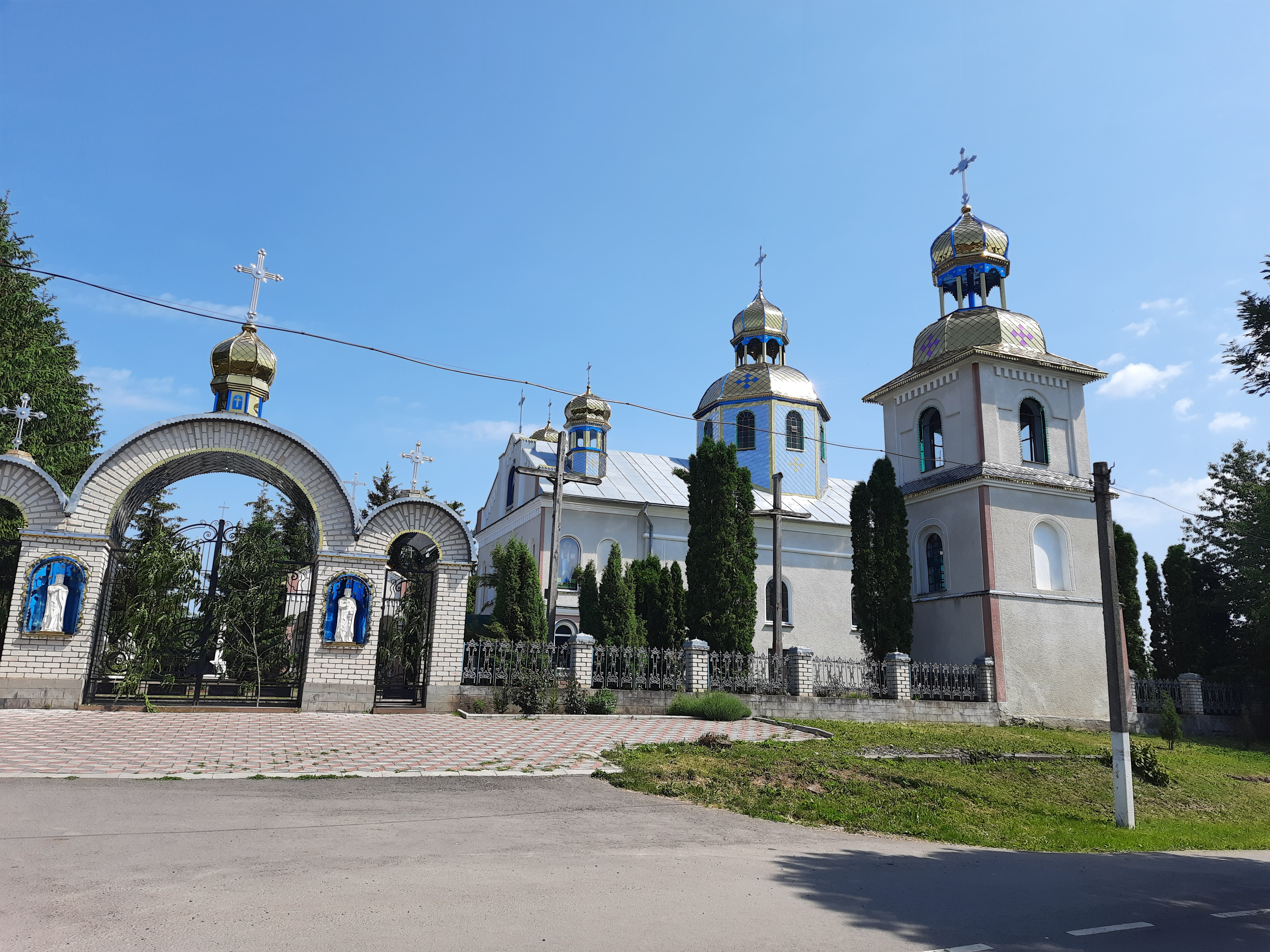
Церква Введення в храм Пресвятої Богородиці (ПЦУ)
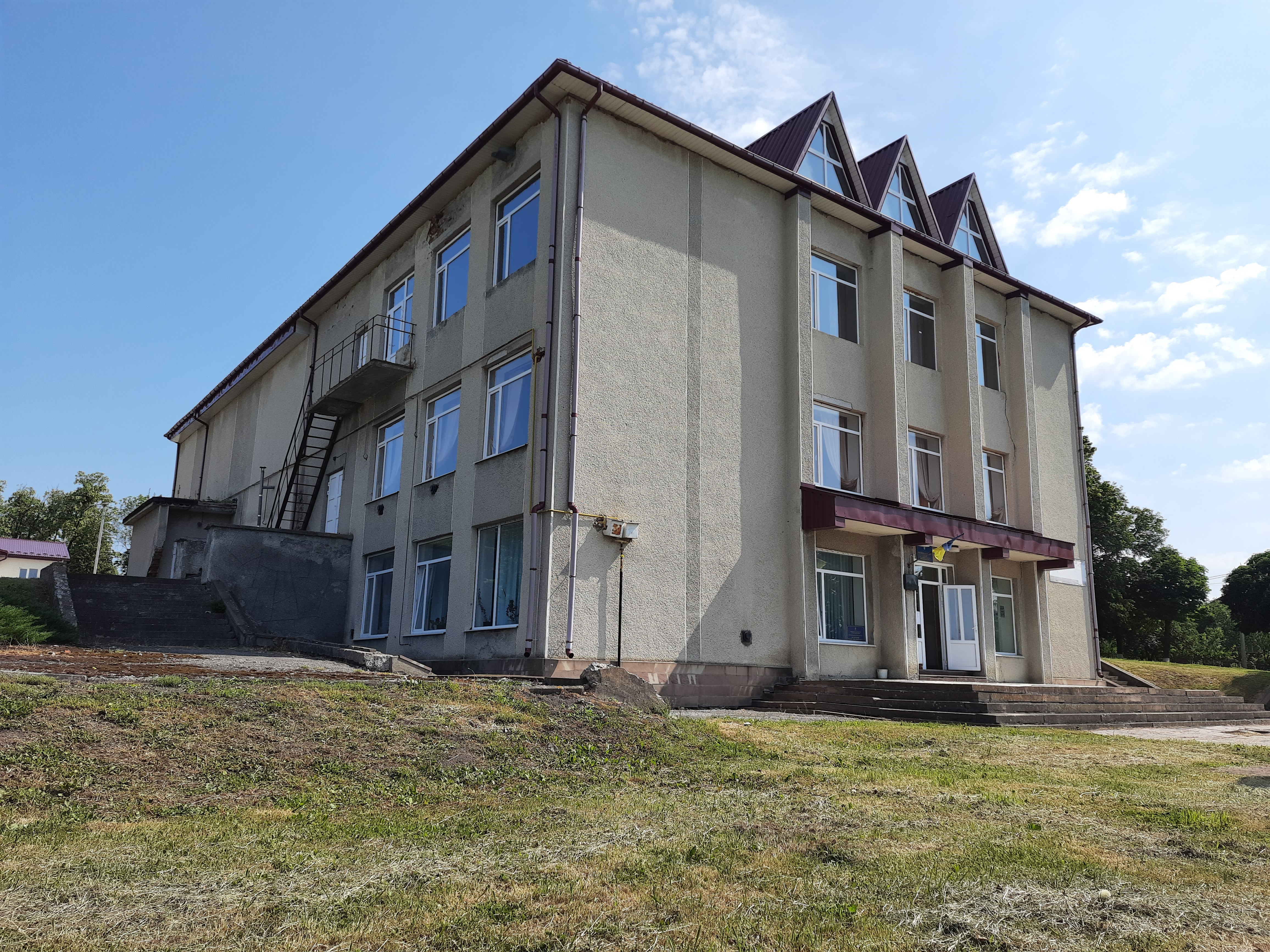
Будинок культури
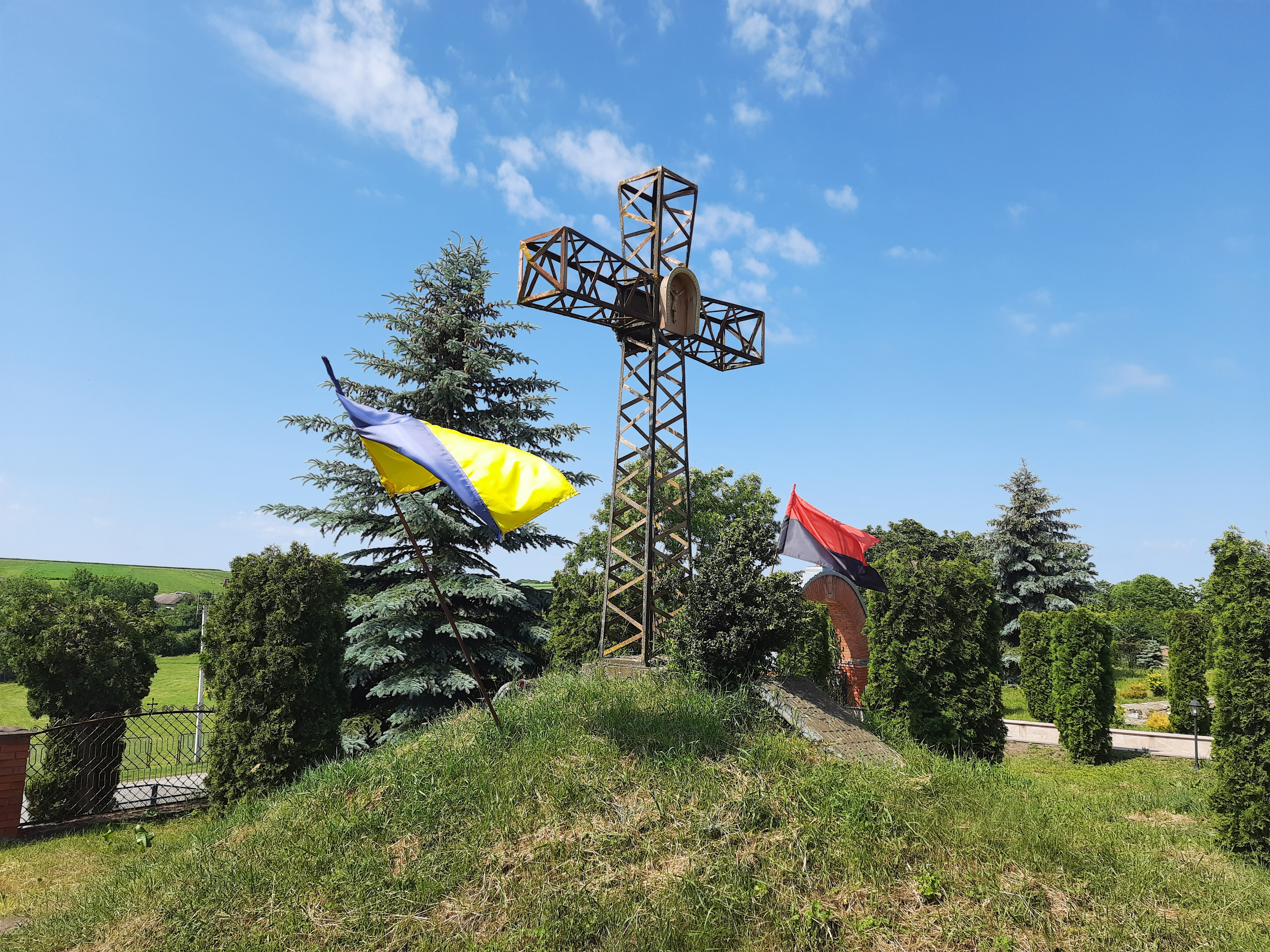
Символічна могила Борцям за волю України
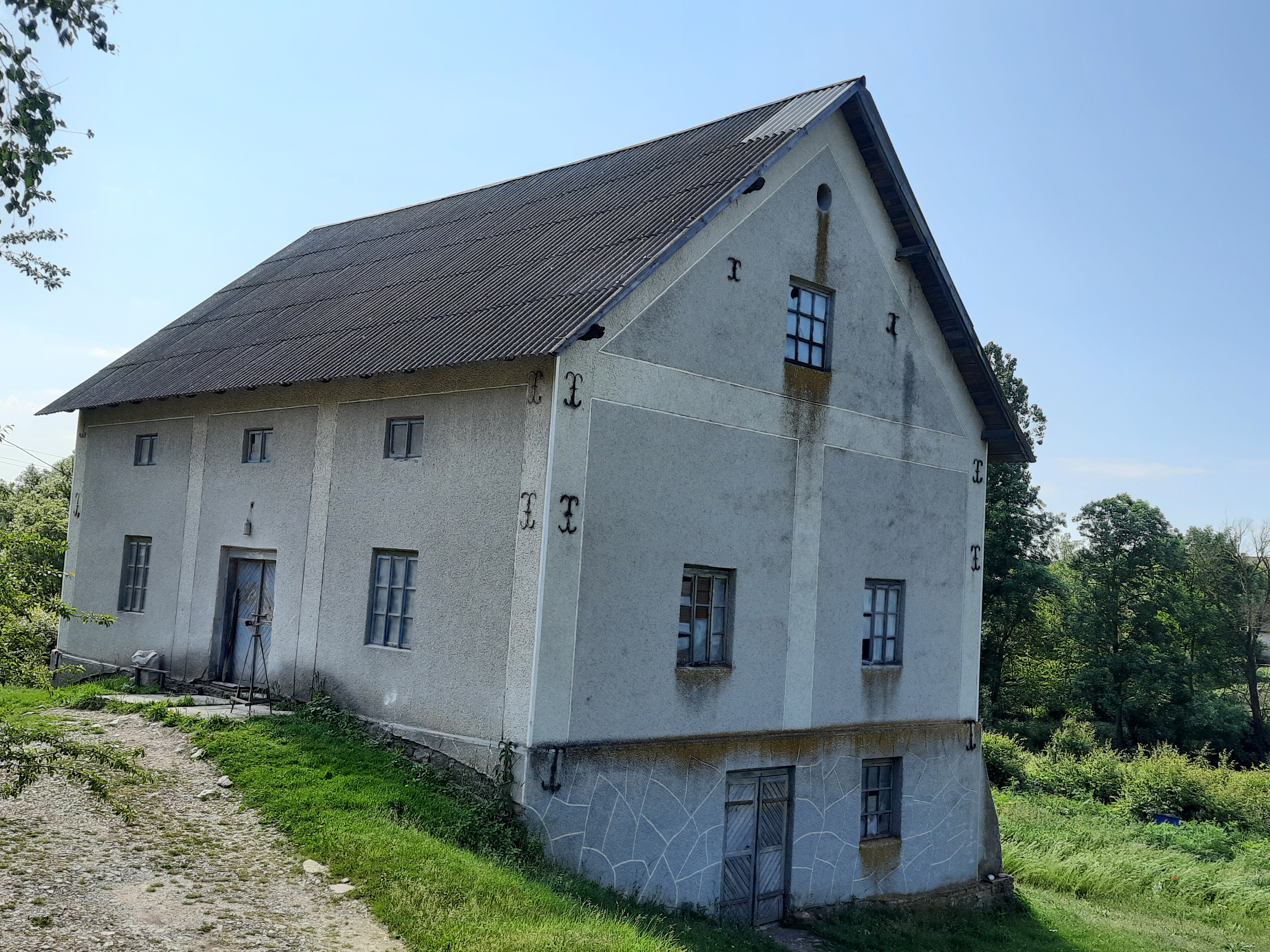
Старий млин
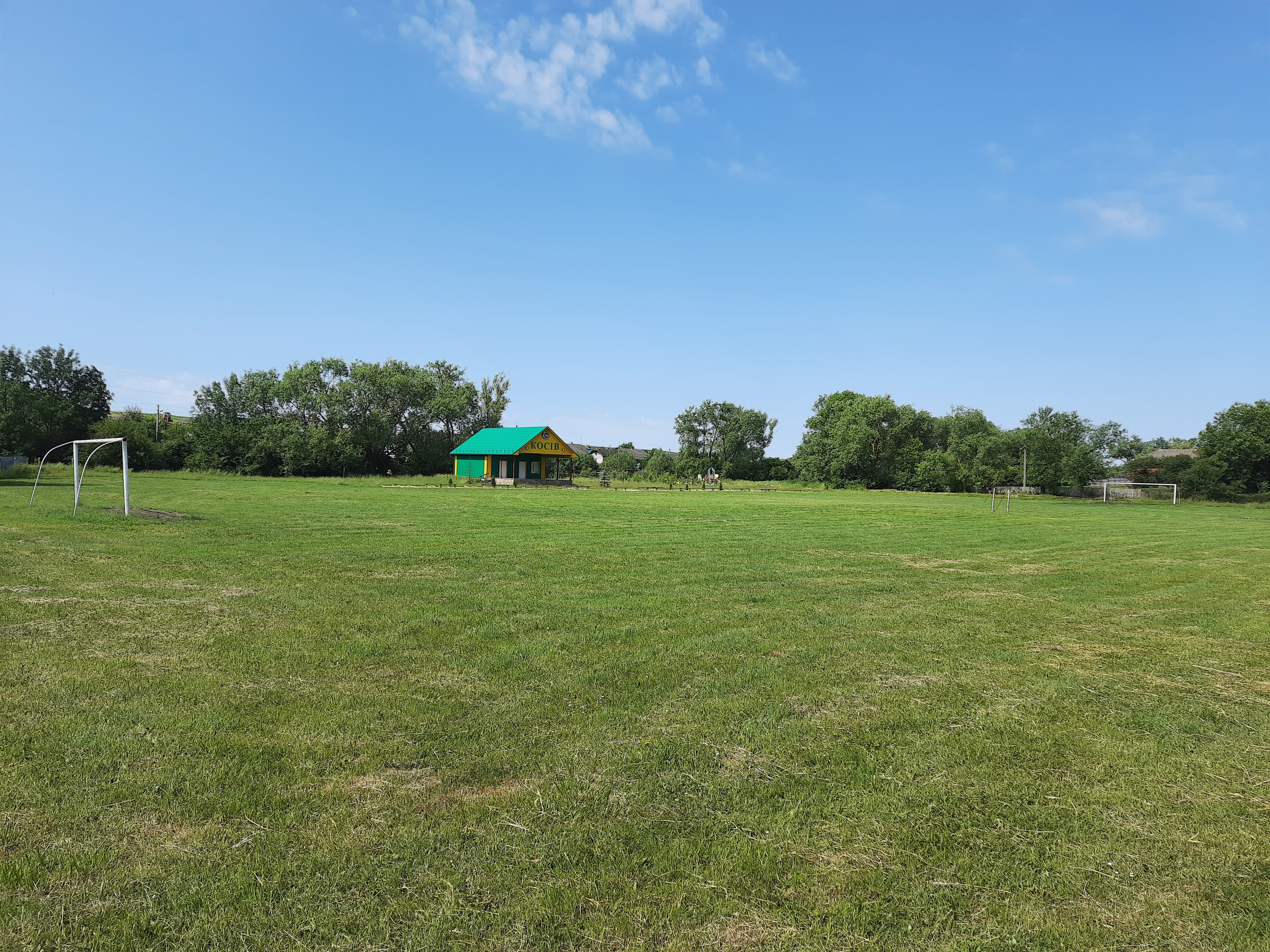
Стадіон